# Дятловые древолазы
Дятловые древолазы (лат. Dendrocincla) — род птиц из семейства печниковых. Обитают в Новом Свете, большинство — только в Южной и Центральной Америке.

## Список видов
В состав рода включают шесть видов птиц:
- Dendrocincla anabatina Sclater, 1859 — Каштановокрылый дятловый древолаз
- Dendrocincla fuliginosa (Vieillot, 1818) — Серощёкий дятловый древолаз
- Dendrocincla turdina (Lichtenstein, MHC, 1820)
- Dendrocincla homochroa (Sclater, 1860) — Красноватый дятловый древолаз
- Dendrocincla merula (Lichtenstein, 1820) — Белогорлый дятловый древолаз
- Dendrocincla tyrannina (Lafresnaye, 1851) — Большой дятловый древолаз

Вид (или подвид) Dendrocincla macrorhyncha ранее также включали в данный род.
МСОП присвоил всем видам рода охранный статус LC.

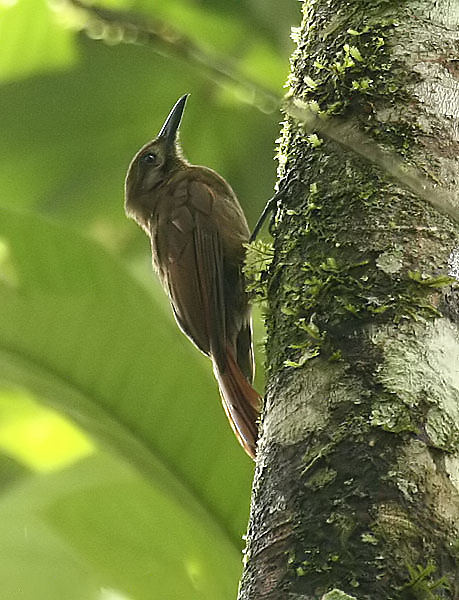
Серощёкий дятловый древолаз